# كارم خوسيه
كارم خوسيه (بالإسبانية: Carme Elías)‏ هي ممثلة إسبانية، ولدت في 14 يناير 1951 في برشلونة في إسبانيا.

## وصلات خارجية
- كارم خوسيه على موقع IMDb (الإنجليزية)
- كارم خوسيه على موقع ألو سيني (الفرنسية)
- كارم خوسيه على موقع ألو سيني (الفرنسية)
- كارم خوسيه على موقع أول موفي (الإنجليزية)
- كارم خوسيه على موقع قاعدة بيانات الأفلام السويدية (السويدية)
- كارم خوسيه على موقع قاعدة بيانات الفيلم (الإنجليزية)
- كارم خوسيه على موقع كينوبويسك (الروسية)